# Рамоецана
Рамоецана (англ. Ramoetsana) — одна з місцевих громад, що розташована в районі Мафетенг, Лесото. Населення місцевої громади у 2006 році становило 10 519 осіб.